# Las Aparicio
Las Aparicio es una telenovela mexicana, la primera producida por Argos Comunicación para Cadenatres. Se estrenó el 19 de abril de 2010 y finalizó el 15 de octubre del mismo año, siendo conformada por 120 capítulos.

## Sinopsis
En la Ciudad de México vive una familia conformada únicamente por mujeres, en donde los nacimientos solo suelen ser niñas y todos los hombres mueren repentinamente, provocando que la duda y el miedo sean llamados por una palabra, "Aparicio".
Familia conformada por 6 mujeres: Rafaela, la matriarca que ha tenido tres maridos durante toda su vida, todos muertos. Alma, la primogénita, viuda de un hombre cuyo recuerdo se representa como espejismo a ella y a su madre. Mercedes, una abogada que busca justicia e igualdad en todos los ámbitos de la palabra. Julia, una joven adulta que tiene dudas sobre sus preferencias sexuales. Ileana, la hija de Alma, que está en contra de todo lo que hace su madre. E Isadora, la hija de Mercedes, que solo quiere saber por qué únicamente hay mujeres en la familia.
La vida de estas féminas cambia a la llegada de Leonardo, un hombre que investiga la llamada "maldición de las Aparicio", además de encontrar en Alma, a la mujer ideal, pero a la vez, inicia la desconfianza de Rafaela hacia la nueva pareja de su primera hija.
Epigmenio Ibarra, productor de la serie, ha confirmado en su cuenta de Twitter que en el 2012 se lanzará una segunda temporada, debido al éxito que esta tuvo en la primera.

## Elenco
- Gabriela de la Garza como Alma Aparicio[3]
- Ximena Rubio como Mercedes Aparicio[4]
- Liz Gallardo como Julia Aparicio
- María del Carmen Farías como Rafaela Aparicio
- Eréndira Ibarra como Mariana Almada
- Plutarco Haza como Leonardo Villegas[5]
- Eduardo Victoria como Claudio
- Marco Treviño como Máximo Delacroix[6]
- Erik Hayser como Alejandro López Cano[7]
- Luciana Silveyra como Yolanda Bernal
- Lourdes Villarreal como Aurelia
- Aurora Gil Castro como Mara[8]
- Silvia Carusillo como Isabel[9]
- Manuel Balbi como Mauro
- Paulina Gaitán como Iliana.
- Eva Sophía Hernández como Isadora
- Alexandra de la Mora como Karla
- Tania Ángeles como Dany
- Néstor Rodulfo como Tomás
- Mario Pérez de Alba como Armando
- Román Walter como Jorge
- Johanna Murillo como Viviana
- Damián Alcázar como Hernán Almada, papá de Mariana[10]
- Raúl Méndez como Manuel.
- Marianela Cataño como Lucia
- Oscar Olivares como Miguel.
- Gabriel Chauvet  como Rockero mutante 1
- Diego López  como Rockero mutante 2
- Jorge Luis Moreno como Bruno
- Geraldine Zinat como Amelia Martínez

## Veto de Las Aparicio
A un mes de que Cadena Tres comenzara a emitir la serie-novela, comenzaron los rumores de que las dos empresas televisivas más importantes de México, Telemundo y TV Azteca (que ha realizado producciones junto a Argos), tomaron la decisión de vetar a todos los actores que actúan en Las Aparicio, además de que, si un actor o actriz es vetado de su empresa, la otra no lo aceptará dentro de sus filas. Esto fue expuesto en el programa "Todo para la mujer", conducido por la periodista Maxine Woodside para Radio Fórmula, primeramente con Ximena González Rubio y Plutarco Haza.
Todo esto causó que varios usuarios de Facebook y Twitter, se unieran y dieran réplicas en contra de esta decisión, incluso, la actriz Gabriela de la Garza, quien interpreta a Alma, a través de su portal en Twitter mandó un video en donde habla acerca del tema.
Tras el final de la historia, Erik Hayser apareció en un episodio del unitario Lo que callamos las mujeres, producción de TV Azteca, confirmando que los actores de esta televisora no fueron vetados, además de que Plutarco Haza ha estado en Venga la alegría como invitado, y Joaquín Cosío, quien hizo una actuación especial como sacerdote en la teleserie, se presentó en el programa Entre lo público y lo privado del Proyecto 40 de Azteca, por lo que el actor podría unirse a la empresa. En el caso de Televisa, fue la contratación de Manuel Balbi, quien en mayo comenzará grabaciones de la segunda temporada de Morir en martes, su salida de TV Azteca fue porque terminó su contrato con dicha empresa.

## Crossover
Debido al éxito de la teleserie, el escritor Joaquín Guerrero Casasola comienza la segunda historia para Argos y Cadena Tres, bajo el título de El sexo débil, en donde incluye la mansión de las Aparicio como los consultorios de los protagonistas, además de retomar a Máximo de la Croix, el exmarido de Alma, que aparecía como alucinación. El personaje se le presenta al personaje de Agustín Camacho, patriarca de los protagonistas de la historia, dando a entender que el espíritu de Máximo se quedó en la mansión.

## Premios y nominaciones

### Premios FyMTI2010 (Argentina)
- Mejor telenovela: Carlos Payán, Epigmenio Ibarra y Daniel Camhi
- Mejor producción integral: Carlos Payán, Epigmenio Ibarra y Daniel Camhi
- Mejor autor/autora: Leticia López Maragalli y Verónica Bellver
- Mejor dirección: Rodrigo Curiel y Moisés Ortiz Urquidi
- Mejor actriz protagónica: Gabriela de la Garza

### TV Adicto Golden Awards
| Año  | Categoría                                    | Nominados                                     | Resultado |
| ---- | -------------------------------------------- | --------------------------------------------- | --------- |
| 2010 | Mejor actuación especial                     | Damián Alcázar                                | Ganador   |
| 2010 | Mejor historia original                      | Leticia López Maragalli y Verónica Bellver    | Ganadoras |
| 2010 | Mejor personaje masculino                    | Marco Treviño                                 | Ganador   |
| 2010 | Mejor dirección de cámaras                   | Rodrigo Curiel y Moisés Ortiz Urquidi         | Ganadores |
| 2010 | Premio especial a la telenovela diferente    | Carlos Payán, Epigmenio Ibarra y Daniel Camhi | Ganadores |
| 2010 | Premio especial a la gran telenovela del año | Carlos Payán, Epigmenio Ibarra y Daniel Camhi | Ganadores |